# Rue McClanahan
Eddi-Rue McClanahan (Healdton, 21 februari 1934 – New York, 3 juni 2010) was een Amerikaans actrice. Voor haar rol als Blanche Devereaux in The Golden Girls won ze in 1987 een Emmy Award, waarvoor ze in 1986, 1988 en 1989 eveneens werd genomineerd. Dezelfde rol leverde haar in 1986, 1987 en 1988 tevens nominaties op voor een Golden Globe.

## Loopbaan
Ze begon haar acteercarrière in het theater in New York in 1957. Haar speelfilmdebuut dateert uit 1961, in de film The Grass Eater. Ze werd bij het grote publiek bekend in 1970 als Caroline Johnson toen ze begon in de soap Another World als maniakale nanny. Door haar goede prestatie werd haar rol met een jaar verlengd. Ze werd verliefd op John, de vader van de kinderen en probeerde de moeder, Pat, te vergiftigen. Later kidnapte ze de tweeling en werd ze berecht. Ze kreeg veel negatieve reacties van de fans (zoals elke slechterik), maar was toch populair en kreeg zelfs een brief met daarin de beste manier om Pat te vergiftigen. Van 1971 tot 1972 speelde ze ook in de soap Where the Heart Is. In tegenstelling tot andere acteurs, die beroemd werden na hun vertrek uit soaps, heeft McClanahan het werk van soapacteurs altijd geprezen.
In 1972 begon ze haar rol in de sitcom Maude als beste vriendin van Maude (Beatrice Arthur) waardoor ze nog populairder werd. Ook speelde ze gedurende de jaren zeventig gastrollen in onder meer All in the Family en Mannix.
Ook in 1985 stond ze aan de zijde van Arthur aan de wieg van The Golden Girls, waar ze de Southern belle Blanche Devereaux speelde. Deze rol speelde ze zeven seizoenen lang en daarna nog een seizoen in de spin-off The Golden Palace. In de jaren 80 was ze als gast ook te zien in onder meer Lou Grant, Fantasy Island, The Love Boat en Murder, She Wrote.
Ze vocht al heel haar leven voor dierenrechten en was vegetariër. Ze was ook al jaren een supporter van de Democratische Partij, maar in 2003 stuurde ze een brief naar presidentskandidaat John Kerry dat zijn jacht op fazanten hem haar stem had gekost.
In 1997 werd er borstkanker bij haar vastgesteld, maar ze overleefde dit door de steun van kankerexpert Larry Norten en haar zesde man, de veel jongere Morrow Wilson. Ze had één kind uit een vorig huwelijk. In 2007 bracht ze haar autobiografie My first five husbands uit.
Ze speelde vanaf mei 2005 mee in de Broadway-musical Wicked als Madame Horrible, maar kreeg niet zulke goede commentaren en stopte ermee in januari 2006.
In 2008 speelde ze in de comedyserie Sordid Lives: The Series, met onder anderen Bonnie Bedelia en Olivia Newton-John.

## Emmy Awards
1986 - Beste actrice in een comedy - "The Golden Girls" - (Nominatie)

1987 - Beste actrice in een comedy - "The Golden Girls" - (Gewonnen)

1988 - Beste actrice in een comedy - "The Golden Girls" - (Nominatie)

1989 - Beste actrice in een comedy - "The Golden Girls" - (Nominatie)

## Filmografie (selectie)
- The Grass Eater (1961) - Loraina
- Door-to-Door Maniac (1961) - Pamela (Niet op aftiteling)
- Five Minutes to Love (1963) - Sally 'Poochie'
- How to Succeed with Girls (1964) - Rol onbekend
- Burke's Law Televisieserie - Serveerster (Afl., Who Killed April?, 1964, niet op aftiteling)
- Angel's Flight (1965) - Dolly
- Walk the Angry Beach (1968) - Sandy
- The People Next Door (1970) - Della
- Another World Televisieserie - Caroline Johnson (Afl. onbekend, 1970-1971)
- The Pursuit of Happiness (1971) - Mrs. O'Mara
- They Might Be Giants (1971) - Daisy Playfair
- Hogan's Goat (Televisiefilm, 1971) - Josey Finn
- Some of My Best Friends Are (1971) - Lita Joyce
- Where the Heart Is Televisieserie - Margaret Jardin #2 (1971-1972)
- All in the Family Televisieserie - Ruth Rempley (Afl., The Bunkers and the Swingers, 1972)
- Great Performances Televisieserie - Cora Groves (Afl., The Rimers of Eldritch, 1972)
- The ABC Afternoon Playbreak Televisieserie - Carol Babcock (Afl., My Secret Mother, 1973)
- Blade (1973) - Gail
- The Rimers of Eldritch (Televisiefilm, 1974) - Cora Groves
- Mannix Televisieserie - Rol onbekend (Afl., Game Plan, 1974)
- Maude Televisieserie - Vivian Cavender (8 afl., 1972-1976)
- Insight Televisieserie - Linda (Afl., A Slight Drinking Problem, 1977)
- A Different Approach (1978) - Rol onbekend
- Having Babies III (Televisiefilm, 1978) - Gloria Miles
- Sergeant Matlovich vs. the U.S. Air Force (Televisiefilm, 1978) - Mat's moeder
- Granpa Goes to Washington Televisieserie - Grace (Episode 1.1, 1978)
- Apple Pie Televisieserie - Ginger-Nell Hollyhock (Afl. onbekend, 1978)
- Rainbow (Televisiefilm, 1978) - Ida Koverman
- Fantasy Island Televisieserie - Margaret Fielding (Afl., Bowling/Command Performances, 1979)
- Supertrain Televisieserie - Janet (Afl., Where Have You Been Billy Boy, 1979)
- Topper (Televisiefilm, 1979) - Clara Topper
- Lou Grant Televisieserie - Maggie McKenna (Afl., Guns, 1980)
- The Love Boat Televisieserie - Mary Hubble (Afl., The Promotor/The Judges/The Family Plan/Forever Engaged/May the Best Man Win: Part 1 & 2, 1980)
- Gridlock (Televisiefilm, 1980) - Adele Sherman
- Word of Honor (Televisiefilm, 1981) - Maggie McNeill
- Darkroom Televisieserie - Mrs. Louise Michaelson (Afl., Daisies, 1981)
- The Day the Bubble Burst (Televisiefilm, 1982) - Barbara Arvey
- The Love Boat Televisieserie - Doris Simpson (Afl., His Girls Friday/A Wife for Wilfred/The Girl Who Stood Still, 1982)
- Trapper John, M.D. Televisieserie - Mary (Afl., John's Other Life, 1982)
- Fantasy Island Televisieserie - Gertie (Afl., Dancing Lady/The Final Round, 1982)
- Newhart Televisieserie - Eleanor Smathers (Afl., The Way We Thought We Were, 1982)
- The Skin of Our Teeth (Televisiefilm, 1983) - Waarzegster
- Small & Frye Televisieserie - Miss Parsifal (Afl., Pilot, 1983)
- The Love Boat Televisieserie - Rol onbekend (Afl., Paying the Piper/Baby Sister/Help Wanted, 1984)
- Mama's Family Televisieserie - Tante Fran Crowley (23 afl., 1983-1985)
- Murder, She Wrote Televisieserie - Miriam Radford (Afl., Murder Takes the Bus, 1985)
- Empty Nest Televisieserie - Blanche Devereaux (Afl., Fatal Attraction, 1988)
- Nurses Televisieserie - Blanche Devereaux (Afl., Moon Over Miami, 1992)
- The Golden Girls Televisieserie - Blanche Devereaux (173 afl., 1985-1992)
- The Golden Palace Televisieserie - Blanche Elizabeth Hollingsworth Deveraux (1992-1993)
- Boy Meets World Televisieserie - Bernice Matthews (Afl., Grandma Was a Rolling Stone, 1993)
- Touched by an Angel Televisieserie - Amelia Bowthorpe Archibald (Afl., Manny, 1994)
- Murphy Brown Televisieserie - Virginia Redfield (Afl., Mama Miller, 1997)
- Out to Sea (1997) - Mrs. Ellen Carruthers
- Starship Troopers (1997) - Lerares biologie
- Columbo: Ashes to Ashes (Televisiefilm, 1998) - Verity Chandler
- Blue's Clues Televisieserie - Steve's oma (Afl., Blue's Big Treasure Hunt, 1999)
- Safe Harbor Televisieserie - Grootmoeder Loring (10 afl., 1999)
- Touched by an Angel Televisieserie - Lila Winslow (Afl., Shallow Water: Part 1 & 2, 2001)
- Whoopi Televisieserie - Marian (Afl., American Woman, 2004)
- Wit's End (2005) - Dean Madison
- Hope & Faith Televisieserie - Sylvia (Afl., O' Sister, Where Art Thou?, 2005)
- Back to You and Me (2005) - Helen Ludwick
- King of the Hill Televisieserie - Bunny (Afl., Hair Today, Gone Today, 2007, stem)
- Solid Lives: The Series Televisieserie - Peggy (12 afl., 2008)
- Generation Gap (Televisiefilm, 2008) - Kay
- Law & Order Televisieserie - Lois McIntyre (Afl., Illegitimate, 2009)

- Biblioteca Nacional de España: XX4956486
- Bibliothèque nationale de France: cb140257426 (data)
- Gemeinsame Normdatei: 137235658
- International Standard Name Identifier: 0000 0001 1564 718X
- Library of Congress Control Number: n97869768
- MusicBrainz: 1722f58c-e8d4-4dd7-a003-796738303e49
- Nationale Bibliotheek van Israël: 987007430344705171
- Nationale Bibliotheek van Polen: a0000001276909
- Nederlandse Thesaurus van Auteursnamen: 085991414
- SNAC: w6tz8340
- Système universitaire de documentation: 234787864
- Virtual International Authority File: 32196958
- WorldCat: E39PBJy4dWh8Wjxv6vTcC4hWDq